# Dienis Kalinin
Dienis Borisowicz Kalinin (ros. Денис Борисович Калинин ; ur. 28 kwietnia 1984) – rosyjski siatkarz, reprezentant Rosji, grający na pozycji przyjmującego. Od stycznia 2019 roku występuje w drużynie NOWA Nowokujbyszewsk.

## Sukcesy klubowe
Mistrzostwo Rosji:
- 2002, 2008, 2009, 2012
- 2007, 2018

Puchar Top Teams:
- 2007

Liga Mistrzów:
- 2009

Puchar CEV:
- 2012
- 2010

## Sukcesy reprezentacyjne
Letnia Uniwersjada:
- 2009

Liga Światowa:
- 2009